# Уилкинсон, Билл
Уильям «Билл» Уилкинсон (англ. William Wilkinson; род. 21 июня 1941, Эпплтриуик, Норт-Йоркшир) — британский мототриалист, бронзовый призёр чемпионата Европы (мира) по мототриалу 1968 года.

## Спортивная карьера
Дик Уилкинсон, отец Билла Уилкинсона, содержал паб New Inn в городе Эпплтриуик, а также работал в качестве гонщика-испытателя в компании Panther Motorcycles. Помимо Уильяма, в семье было ещё двое детей — младший брат Уилла Ричард Майкл и сестра Ширли. И Дик, и Ричард Майкл, и Уильям занимались триалом и в том числе стартовали в престижных соревнованиях Scotland Six Days Trial. Дик Уилкинсон завершил гоночную карьеру в 1954 году.
Билл Уилкинсон унаследовал 200-кубовый мотоцикл James, на котором отец выступал в конце карьеры, и в 1954 году начал заниматься триалом профессионально. В 1957 году он купил новый мотоцикл, BSA Gold Star, а в 1959-м — Greeves. В том же году он познакомился с Бертом Гривзом и стал одним из заводских пилотом марки. Интересно, что Гривз так и не заключил с Уилкинсоном контракт и все годы выступлений на Greeves Уилкинсон провёл на основании честного слова, данного ему Гривзом. Тем не менее, последний его ни разу не нарушал, исправно выплачивая деньги и предоставляя технику.
В 1959 году он дебютировал на Scotland Six Days Trial — на тот момент это было наиболее престижное триальное соревнование в мире (Чемпионатов мира ещё не существовало). Уилкинсон стал лучшим дебютантом 1959-го. Билл и Ричард Майкл Уилкинсоны выступали в качестве пилотов-испытателей Greeves. Билл впоследствии дважды выигрывал Scotland Six Days Trial - в 1964 и 1969 годах. Его победа в 1969 году на Greeves стала последней на текущий момент победой в этом соревновании британского пилота на британском мотоцикле.
В 1965 году Билл Уилкинсон дебютировал в Challenge Henry Groutards, который позже станет Чемпионатом Европы, а затем мира по мототриалу. Несмотря на то, что Уилкинсон не выиграл в рамках чемпионата ни одного Гран-При, в 1968 году он стал его бронзовым призёром. Эпизодически выступал в международных соревнованиях до середины 1970-х.

## Результаты выступлений в Чемпионате Европы (мира) по мототриалу
| Год  | Мотоцикл | 1     | 2      | 3     | 4      | 5      | 6   | 7   | 8   | 9   | 10  | 11  | 12  | 13  | 14  | Место | Очки    |
| ---- | -------- | ----- | ------ | ----- | ------ | ------ | --- | --- | --- | --- | --- | --- | --- | --- | --- | ----- | ------- |
| 1965 | Greeves  | FRA 2 | BEL 46 |       |        |        |     |     |     |     |     |     |     |     |     | 5     | 23      |
| 1968 | Greeves  | SUI 2 | GER 3  | BEL 6 | FRA 3  | GBR 7  |     |     |     |     |     |     |     |     |     | 3     | 14 (15) |
| 1970 | Greeves  | GER   | FRA    | GBR 7 | BEL    | IRL    | ESP | FIN | SWE | POL |     |     |     |     |     | 31    | 4       |
| 1971 | Ossa     | GER   | GBR 12 | BEL   | IRL    | FRA    | ESP | SUI | FIN | SWE |     |     |     |     |     | -     | 0       |
| 1974 | Ossa     | USA   | IRL    | BEL   | ESP    | GBR 44 | FRA | ITA | POL | GER | FIN | SWE | CZE | SUI |     | -     | 0       |
| 1975 | Ossa     | IRL   | BEL    | ESP   | GBR 41 | FRA    | POL | ITA | CAN | USA | FIN | SWE | SUI | GER | CZE | -     | 0       |
| 1976 | Ossa     | IRL   | BEL    | ESP   | GBR 30 | FRA    | GER | ITA | USA | SWE | FIN | SUI | CZE |     |     | -     | 0       |